# William Thompson (filosofo)
William Thompson (Cork, 30 giugno 1775 – 28 marzo 1833) è stato un filosofo irlandese.
Evolutosi dall'Utilitarismo, fu uno dei primi critici dello sfruttamento capitalista. Per questo le sue idee influenzarono movimenti cooperativi, sindacali e anche lo stesso Karl Marx.
Il marxista James Connolly lo descrisse come il "primo socialista irlandese" e un precursore di Marx.

## Biografia
Nato a Cork, Thompson era figlio ed erede di uno dei mercanti più prosperi della città, l'assessore John Thompson, che ricoprì, tra le altre cariche, quella di sindaco nel 1794. William ereditò la piccola flotta commerciale e la tenuta terriera vicino a Glandore, West Cork, dopo la morte del padre nel 1814. Rifiutando il ruolo di proprietario terriero assenteista comunemente assunto da coloro che si trovavano in una situazione simile, William stabilì la sua residenza nella tenuta e, nonostante i numerosi viaggi, investì molto tempo con gli affittuari, introducendo innovazioni agricole, servizi ed educazione per i bambini volti a migliorare il benessere e la prosperità delle famiglie.  
Fu allievo e fervente seguace di Robert Owen, e anche autore di Inquiry to the principles of the distribution of wealth (1824), un importante saggio filisofico-economico nel quale teorizzò i meccanismi del plusvalore ed il cooperativismo socialista di David Ricardo. 
Altra sua opera fu Labor rewarded (1827).
Negli anni '30 dell'Ottocento soffrì di una malattia al petto che lo uccise il 28 marzo 1833. Non si era mai sposato e non aveva lasciato eredi diretti.